# 전남보건고등학교
전남보건고등학교(全南保健高等學校)는 대한민국 전라남도 함평군 월야면 월야리에 있는 공립 고등학교이다.

## 학교 연혁
- 1972년 12월 26일 : 함평월야종합고등학교 설립인가
- 1973년 3월 6일 : 함평월야종합고등학교 개교
- 1974년 3월 1일 : 함평월야고등학교로 교명 변경, 학급인가 6학급
- 1983년 3월 1일 : 중학교와 분리 독립 (현위치)
- 1993년 1월 7일 : 함평월야종합고등학교로 교명 변경
- 1998년 11월 6일 : 기숙사 준공 (지하 1층, 지상 3층)
- 2007년 9월 1일 : 학과개편 (보건간호과 6학급, 의료전자과 3학급)
- 2008년 9월 10일 : 특성화고등학교 지정
- 2009년 3월 1일 : 전남보건고등학교 교명변경(전국단위 특성화고등학교)
- 2010년 3월 1일 : 자율학교 지정
- 2010년 5월 20일 : 기숙사 꿈여울관 개관(지하 1층, 지상 4층)
- 2024년 9월 1일 : 제18대 임한성 교장 부임
- 2025년 1월 6일 : 제50회 58명 졸업(총 5,081명 배출)
- 2025년 3월 4일 : 신입생 54명 입학(남 18명, 여 36명)

## 설치 학과
- 보건간호과
- 의료전자과

## 참고 자료
- 전남보건고등학교 - 한국교육학술정보원 학교알리미